# USAソフトボール・インターナショナルカップ
USAソフトボール・インターナショナルカップ（USA Softball International Cup）は、USAソフトボールが主催する女子ソフトボールの国際大会。2017年までの大会名はワールドカップ・オブ・ソフトボール（World Cup of Softball）であった。世界野球ソフトボール連盟（WBSC）主催の世界女子ソフトボール選手権がWBSC女子ソフトボールワールドカップに名称変更されたことに伴い現在の名称となった。

## 概要
例年6月もしくは7月にアメリカ・オクラホマ州オクラホマシティのASAホール・オブ・フェイム・スタジアムで開催される。ただし2008年は開催なし。2014年と18年大会はカリフォルニア州アーバインで開催。
大会は14チームを2組に分かれてグループステージを行い、各組1位同士が決勝に、2位が3位決定戦に進出する。2017年大会までは総当たり戦のちに順位決定戦を行っていた。

## 歴代結果
| 開催年 | 優勝     | 決勝スコア | 準優勝         | 3位                      | 3決スコア | 4位                |
| ------ | -------- | ---------- | -------------- | ------------------------ | --------- | ------------------ |
| 2005   | 日本     | 3 - 1      | アメリカ       | オーストラリア           | 7 - 1     | 中国               |
| 2006   | アメリカ | 5 - 2      | 日本           | カナダ                   | 2 - 0     | オーストラリア     |
| 2007   | アメリカ | 3 - 0      | 日本           | カナダ                   | 8 - 2     | 中国               |
| 2009   | アメリカ | 3 - 1      | オーストラリア | カナダ                   | 4 - 1     | 日本               |
| 2010   | アメリカ | 5 - 1      | 日本           | アメリカ・フューチャーズ | 9 - 3     | カナダ             |
| 2011   | アメリカ | 6 - 4      | 日本           | カナダ                   | 4 - 1     | オーストラリア     |
| 2012   | アメリカ | 3 - 0      | オーストラリア | カナダ                   | 11 - 8    | オランダ           |
| 2013   | 日本     | 6 - 3      | アメリカ       | オーストラリア           | 4 - 3     | カナダ             |
| 2014   | アメリカ | 5 - 2      | カナダ         | チャイニーズタイペイ     | 3 - 1     | 日本               |
| 2015   | アメリカ | 6 - 1      | 日本 U24-A     | プエルトリコ             | 3 - 2     | カナダ             |
| 2016   | 日本     | 2 - 1      | アメリカ       | オーストラリア           | 4 - 3     | アメリカ・エリート |
| 2017   | 日本     | 2 - 1      | アメリカ       | カナダ                   | 3 - 0     | オーストラリア     |